# جيريمي بليك
جيريمي بليك (بالإنجليزية: Jeremy Blake)‏ هو رسام أمريكي، ولد في 4 أكتوبر 1971 في فورت سيل ‏ في الولايات المتحدة، وتوفي في 17 يوليو 2007 في Rockaway Beach, Queens ‏ في الولايات المتحدة بسبب غرق.

## وصلات خارجية
- جيريمي بليك على موقع IMDb (الإنجليزية)
- جيريمي بليك على موقع كينوبويسك (الروسية)